# Mauricio de Sousa
Mauricio Araújo de Sousa (né en 1935) est un auteur de bande dessinée brésilien.
Il est connu pour avoir développé à partir de 1959 la série Turma da Mônica, la bande dessinée jeunesse la plus populaire du pays et celle qui, de loin, se vend le mieux.